# Bludov (okres Kutná Hora)
Obec Bludov (německy Bludau) leží v okrese Kutná Hora. Žije v ní 25 obyvatel. Jedná se o nejméně lidnatou obec ve Středočeském kraji a o šestou nejméně lidnatou v Česku.
Ve vzdálenosti 15 km severovýchodně leží město Čáslav, 17 km severně město Kutná Hora, 18 km jižně město Světlá nad Sázavou a 25 km severně město Kolín.

## Historie
První písemná zmínka o obci pochází z roku 1550. Roku 1950 získala obec vzniklá sloučením Bludova a Zhoře název Zhoř. Od roku 1961 byl Bludov částí obce Červené Janovice, samostatnou obcí je Bludov od roku 1990.

### Územněsprávní začlenění
Dějiny územněsprávního začleňování zahrnují období od roku 1850 do současnosti. V chronologickém přehledu je uvedena územně administrativní příslušnost obce (osady) v roce, kdy ke změně došlo:
- 1850 země česká, kraj Pardubice, politický i soudní okres Kutná Hora[8]
- 1855 země česká, kraj Čáslav, soudní okres Kutná Hora
- 1868 země česká, politický i soudní okres Kutná Hora
- 1939 země česká, Oberlandrat Kolín, politický i soudní okres Kutná Hora[9]
- 1942 země česká, Oberlandrat Praha, politický i soudní okres Kutná Hora[10]
- 1945 země česká, správní i soudní okres Kutná Hora[11]
- 1949 Pražský kraj, okres Kutná Hora[12]
- 1960 Středočeský kraj, okres Kutná Hora
- 2003 Středočeský kraj, obec s rozšířenou působností Kutná Hora

## Doprava
Dopravní síť
- Pozemní komunikace – Do obce vedou silnice III. třídy. Ve vzdálenosti 3 km vede silnice II/339 Čáslav – Červené Janovice – Ledeč nad Sázavou.
- Železnice – Železniční trať ani stanice na území obce nejsou.

Veřejná doprava 2011
- Autobusová doprava – V obci měla zastávku příměstská autobusová linka Kutná Hora-Červené Janovice-Třebětín (v pracovních dnech 4 spoje) (dopravce Veolia Transport Východní Čechy, a. s.). O víkendu byla obec bez dopravní obsluhy.

## Galerie

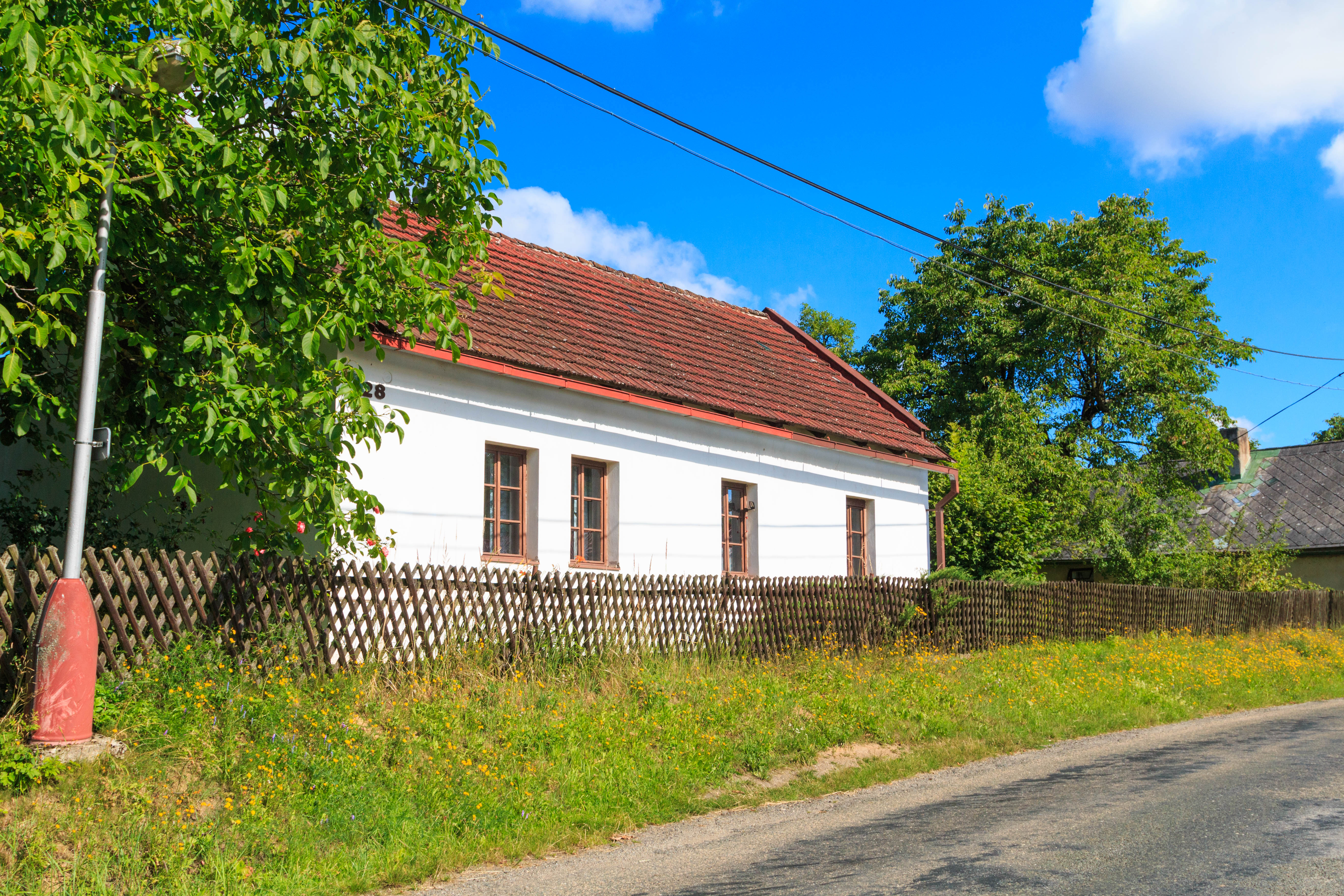
Bludov čp. 28
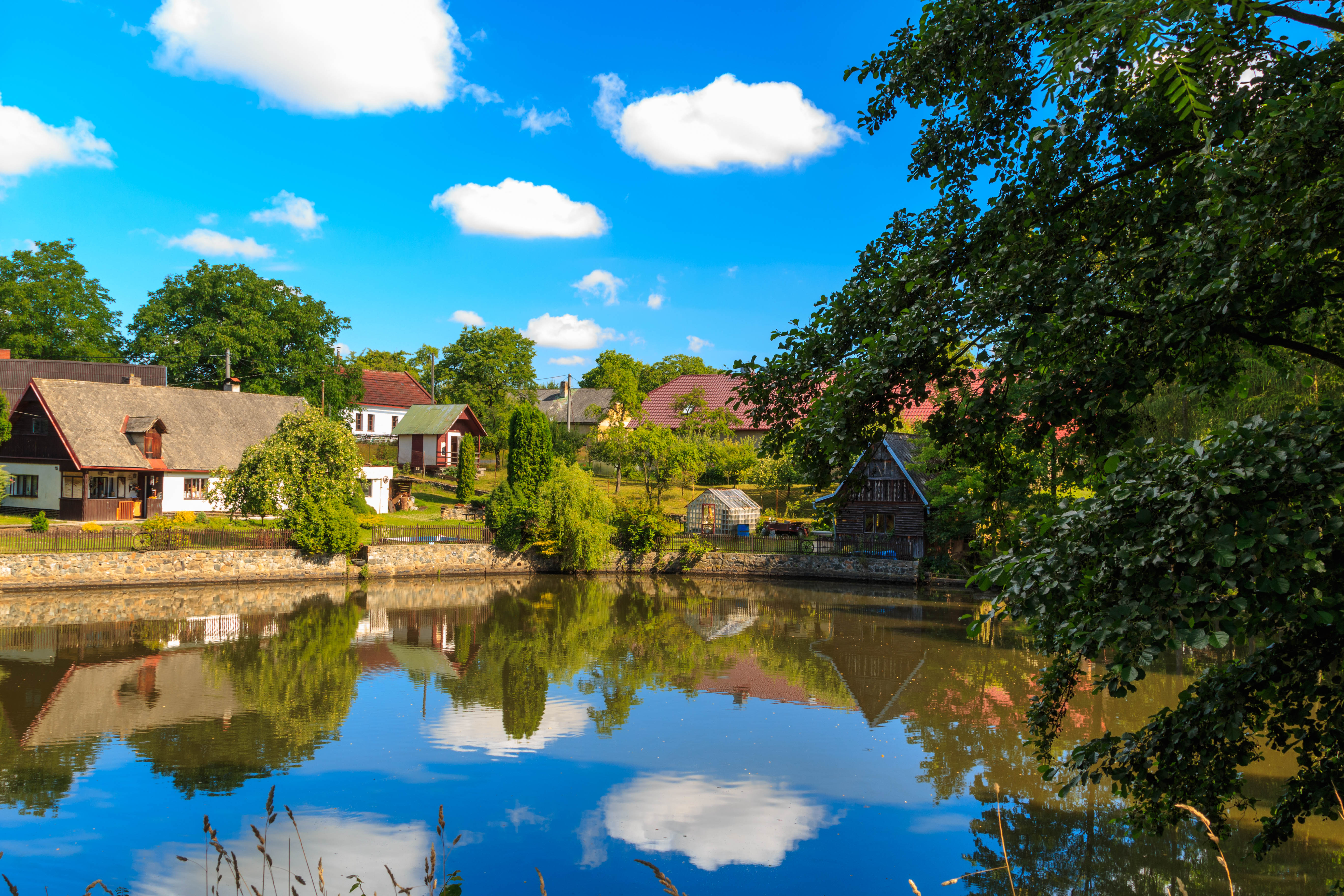
Bludov návesní rybník
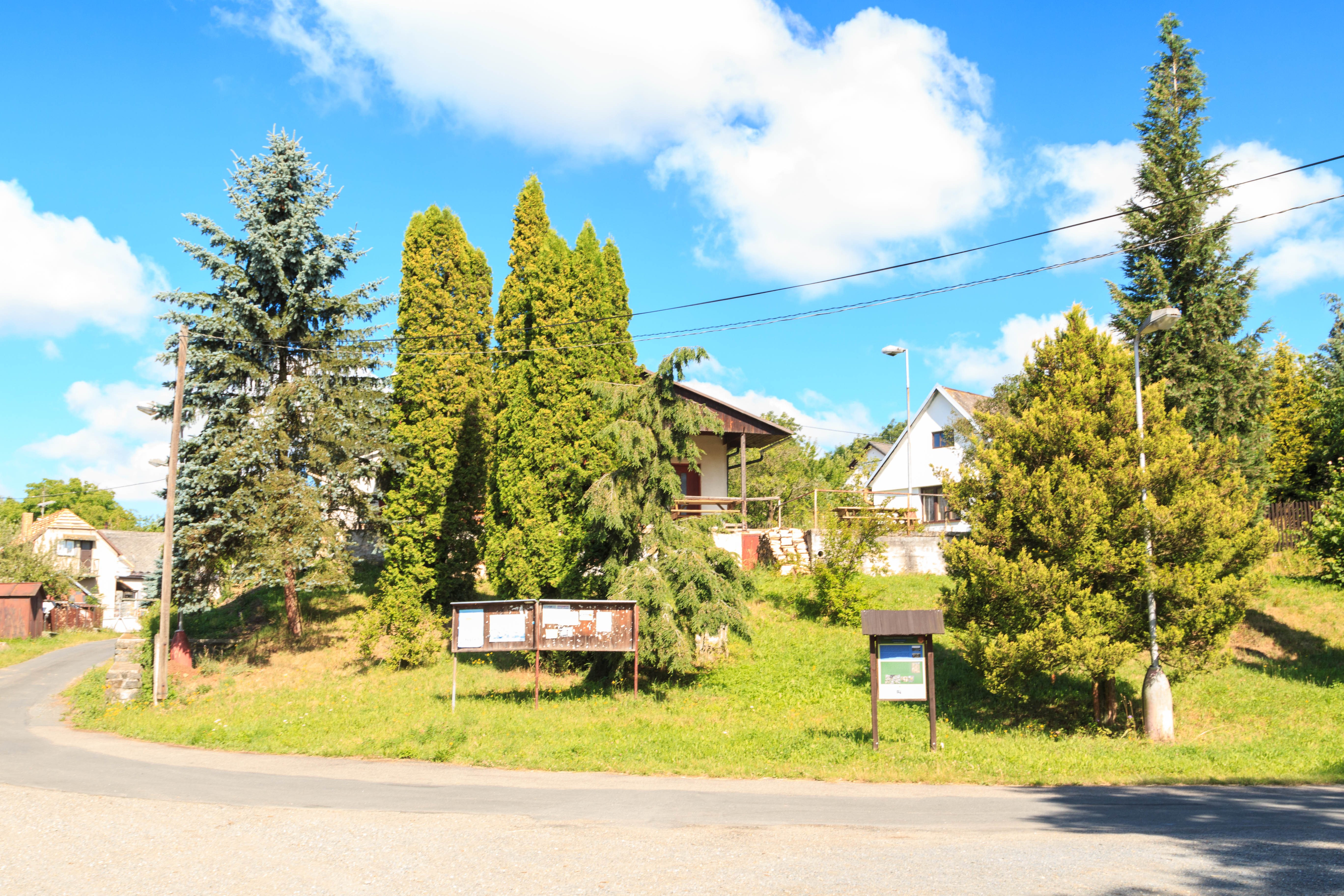
Křižovatka v Bludově
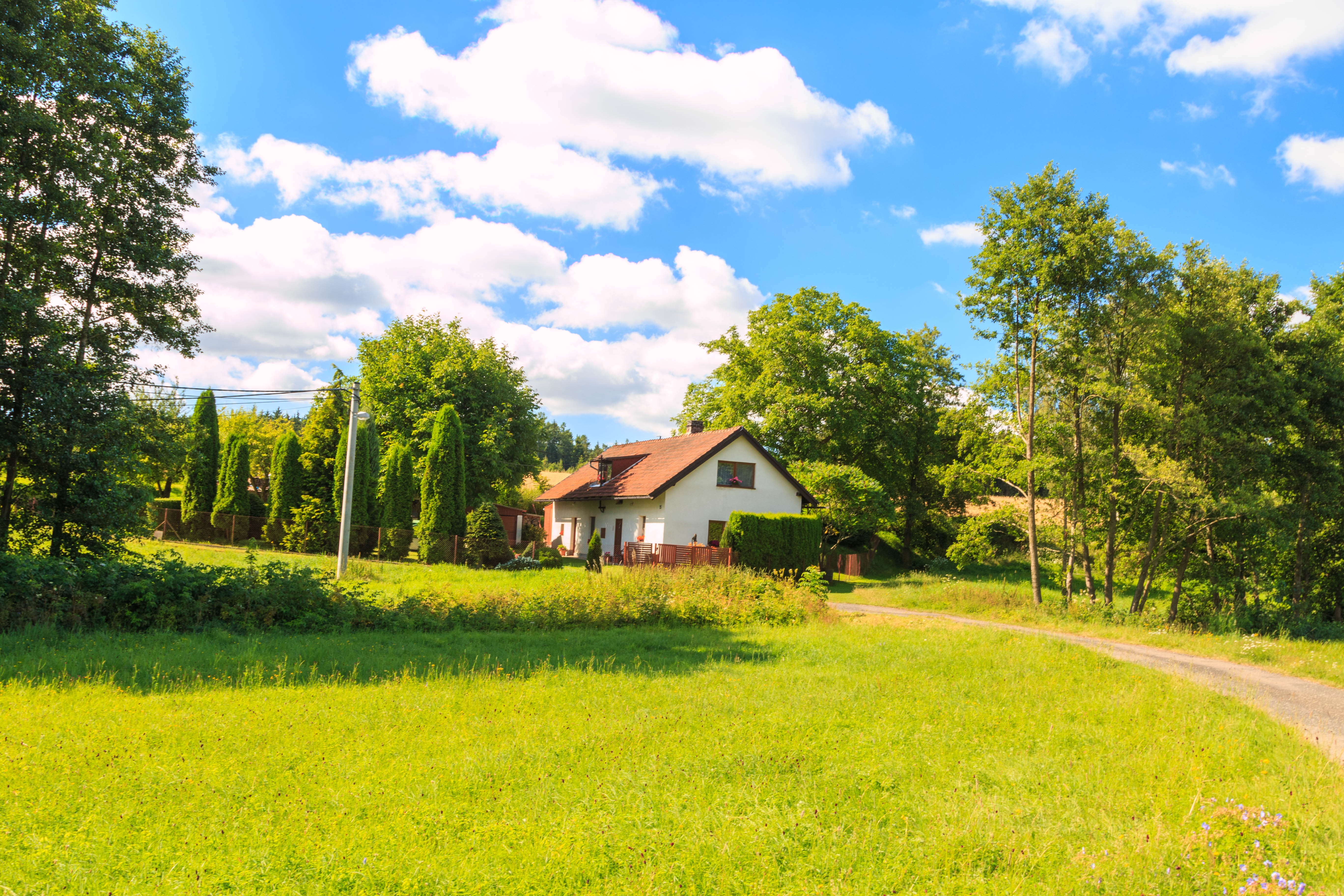
Bludov čp. 25